# Yakutat
Yakutat is een plaats (census-designated place) in de Amerikaanse staat Alaska, en valt bestuurlijk gezien onder Yakutat City and Borough.

## Demografie
Bij de volkstelling in 2000 werd het aantal inwoners vastgesteld op 680.

## Geografie
Volgens het United States Census Bureau beslaat de plaats een oppervlakte van
267,1 km², waarvan 257,6 km² land en 9,5 km² water.

## Plaatsen in de nabije omgeving
De onderstaande figuur toont nabijgelegen plaatsen in een straal van 208 km rond Yakutat.